# Erythropodium taoyuanensis
Erythropodium taoyuanensis — вид коралів родини Anthothelidae. Описаний у 2022 році.

## Назва
Вид названо на честь міста Таоюань, неподалік якого його виявлено.

## Поширення
Поширений на кораловому рифі Датан Альгаль (Datan Algal Reef) біля північно-західного узбережжя Тайваню. Живе поблизу лінії відпливу і може бути деякий час на відкритому повітря під час весняного відпливу.